# Milicias de Tropas Territoriales
Las Milicias de Tropas Territoriales (MTT), es una milicia nacional popular cubana formada por voluntarios, fue establecida el 1 de mayo de 1980 y puesta bajo el mando del Ministerio de las Fuerzas Armadas Revolucionarias de Cuba (MINFAR), su creación marcó el inicio de la adopción oficial en Cuba de la doctrina militar de la Guerra popular, que se mantiene vigente desde entonces. De igual manera que las Milicias Nacionales Revolucionarias (MNR) de principios de la década de 1960, la formación del MTT reforzó la noción de la voluntad popular de defender la Revolución cubana. La milicia es una fuerza de reserva a tiempo parcial armada con armas ligeras.

## Dotación
La mayoría de los miembros del MTT son mujeres, ancianos o ciudadanos jubilados. Los adolescentes varones que son demasiado jóvenes o que aún no han sido llamados a llevar a realizar el servicio militar también son elegibles para unirse al MTT, al igual que los hombres que no están obligados a servir como reservistas. 
El MTT se expandió de 500.000 miembros en 1982 a 1,2 millones a mediados de 1984. El tamaño de la fuerza se ha mantenido en alrededor de 1 millón, a pesar de la crisis económica. 
La misión del MTT durante una crisis sería luchar junto con el personal de las fuerzas armadas regulares y proporcionar reemplazos para el mismo; para ayudar a proteger las infraestructuras estratégicas como puentes, carreteras y vías férreas; y llevar a cabo cualquier otra medida que pudiera ser necesaria para inmovilizar, desgastar o, en última instancia, ser partícipes de actividades represivas del gobierno comunista contra. 
A principios de la década de 1980, los miembros del MTT estaban muy involucrados en la construcción de túneles en toda la nación, que serían utilizados como refugios contra explosiones, por parte de la población, en caso de un ataque militar enemigo. 
Como resultado de las continuas dificultades económicas de Cuba durante la década de 1990, se ha reducido el tiempo que los miembros del MTT han dedicado a capacitarse y prepararse para sus diversas actividades relacionadas con la defensa nacional. 
La reducción incluye una disminución en el tiempo que los miembros del MTT han dedicado a realizar ejercicios militares y maniobras conjuntas con las tropas regulares de las Fuerzas Armadas Revolucionarias de Cuba (FAR).

## Financiación
El MTT se sustenta a través del presupuesto de defensa del MINFAR así como a través de donaciones voluntarias de los ciudadanos. La mayor parte de estas donaciones provienen de aportes laborales, los cuales se pagan a través de deducciones semanales de los salarios de los trabajadores. Según el MINFAR, entre 1981 y 1995, los gastos incurridos por la formación del MTT promediaron aproximadamente 35 millones de pesos cubanos por año. Durante este mismo período, los aportes populares a la milicia popular promediaron unos 30 millones de pesos anuales. Un poco más de la mitad de los gastos de capacitación se destinaron a la compra de útiles de estudio y otros materiales de capacitación; poco más de un tercio se dedicó a la compra de armas de fuego, equipos de comunicaciones, uniformes y repuestos. Otras organizaciones también establecen objetivos de financiación anuales con respecto a sus propias contribuciones al MTT, entre tales organizaciones se encontraban los Comités de Defensa de la Revolución (CDR), la Federación de Mujeres Cubanas (FMC), la Asociación Nacional de Agricultores Pequeños (ANAP), e incluso la Organización de Pioneros José Martí (OPJM). 
De acuerdo con las reformas para la asignación de fondos del MTT realizadas en el sistema en 1995, los fondos recaudados para el MTT ya no se envían a una cuenta del gobierno central, sino que permanecen dentro de cada municipio cubano para apoyar las actividades locales del MTT. A pesar de las dificultades económicas del país, la cantidad de fondos recaudados a través de las contribuciones populares al MTT siguió aumentando después del inicio del período especial a principios de la década de 1990. A partir de 1995, el MINFAR estaba pagando sólo el 14% por ciento de los gastos totales del MTT.